# فقیر ولی خیلی ثروتمند
فقیر ولی خیلی ثروتمند (ایتالیایی: Poveri ma ricchissimi) یک فیلم کمدی ایتالیایی به کارگردانی فائوستو بریتسی است که در سال ۲۰۱۷ منتشر شد. این فیلم، دنبالهٔ فیلم فقیر ولی ثروتمند بود.

## بازیگران
- کریستین دسیکا
- انریکو برینیانو
- جُبـّه کوواتا
- آنا ماتزامائورو
- پائولو روسی
- لودوویکا کوملو
- لوچیا اوکونه